# Парусный проезд
Па́русный прое́зд — проезд, расположенный в Северо-Западном административном округе города Москвы на территории района Южное Тушино.

## История
Проезд получил своё название 11 апреля 1964 года по расположению вблизи Химкинского водохранилища, на котором проводятся соревнования на парусных судах.

## Расположение
Парусный проезд проходит от улицы Свободы на юго-запад до Штурвальной улицы. Нумерация домов начинается от улицы Свободы.

## Примечательные здания и сооружения
По нечётной стороне:
По чётной стороне:

## Транспорт

### Наземный транспорт
По Парусному проезду не проходят маршруты наземного общественного транспорта. У северо-западного конца проезда, на улице Свободы, расположена остановка «Парусный проезд» автобусов Т, 62, 96, 102, 678, т70.

### Метро
- Станция метро «Сходненская» Таганско-Краснопресненской линии — северо-западнее проезда, на пересечении Сходненской улицы и улицы Героев Панфиловцев с бульваром Яна Райниса и Химкинским бульваром